# Heterotheca inuloides

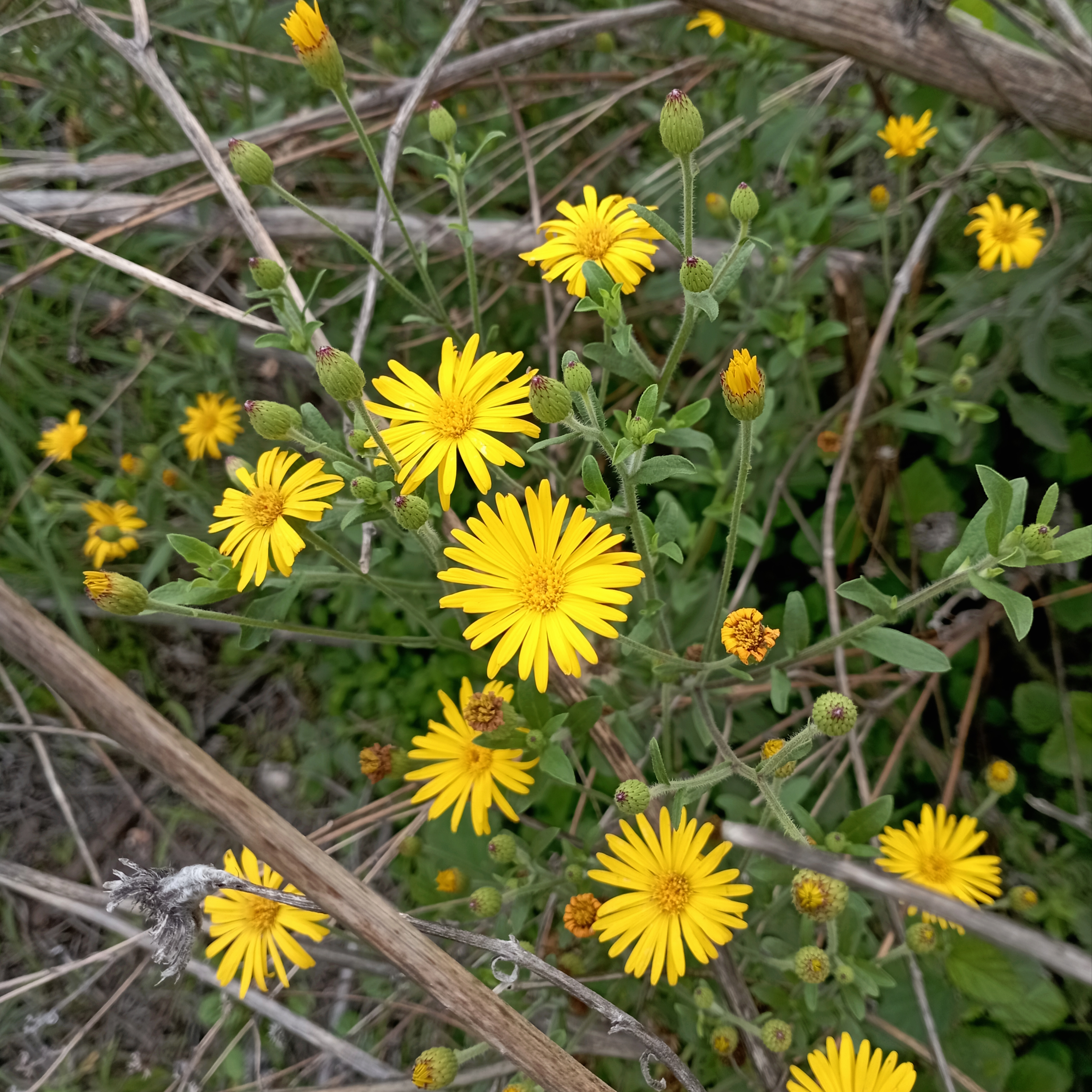
Vista de la planta

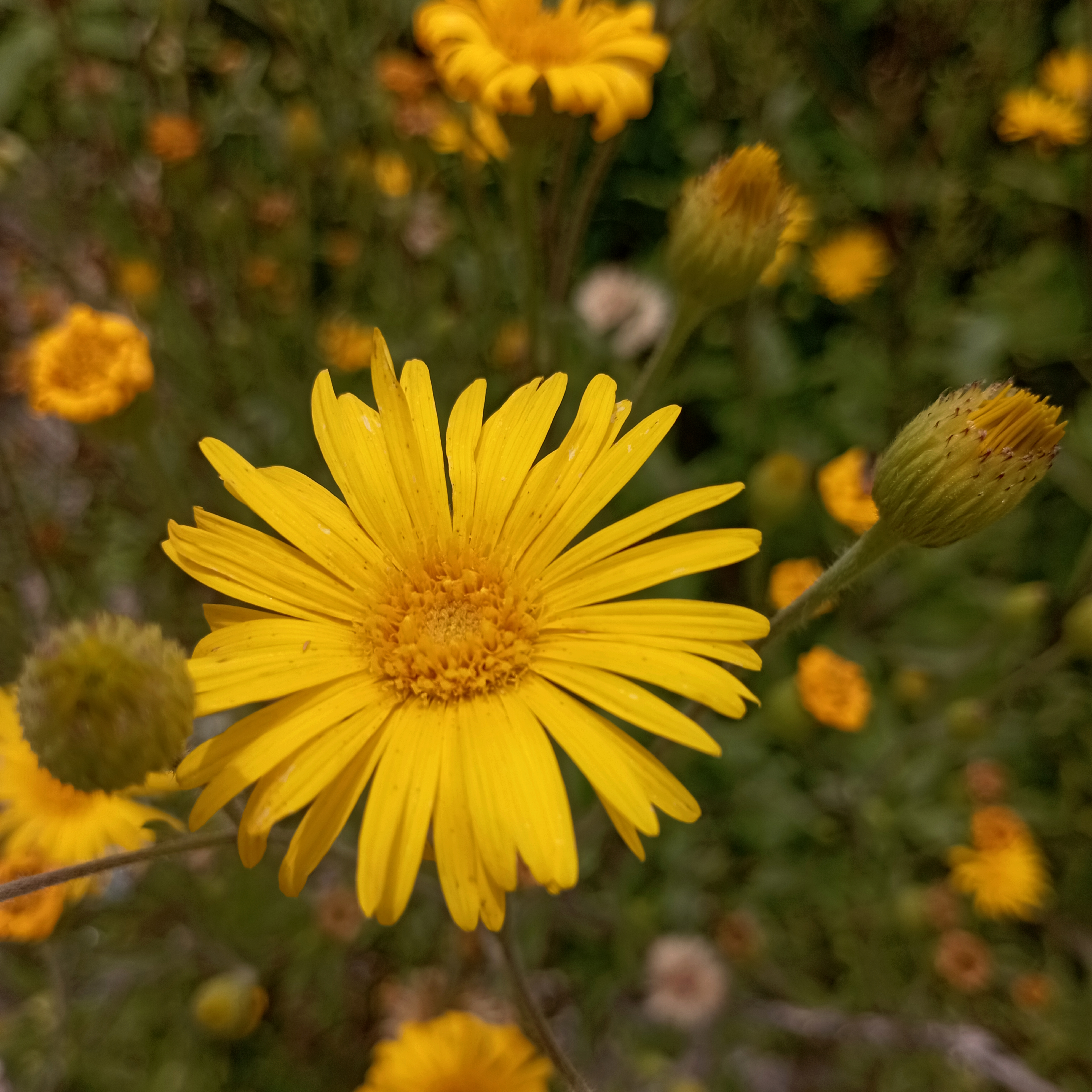
Detalle de la inflorescencia

Heterotheca inuloides, conocida comúnmente como árnica mexicana, es una planta de la familia de las asteráceas, nativa de México.

## Descripción
Es una hierba anual o, más comúnmente, perenne, de hasta 1 m de alto. Los tallos son erectos, estriados, de pubescencia piloso-híspida de unos 2 mm de largo y otros pelos mucho más cortos, frecuentemente glandulosos. Las hojas inferiores son pecioladas (hasta 8 cm), ovadas a lanceoladas, de hasta 10 cm de largo y 3.5 cm de ancho, con el ápice agudo u obtuso y el margen entero a aserrado, igualmente pubescentes como los tallos. Las demás hojas son sésiles, a veces oblongas o lanceoladas, y se van reduciendo hacia la parte superior. La inflorescencia es un corimbo de cabezuelas sobre pedúnculos de hasta 8 cm, con pelos glandulosos. Involucro anchamente campanulado a hemisférico, con unas 80 brácteas pubescentes, lineares a subuladas. Flores liguladas 25 a 40, de láminas oblongas, de hasta 15 mm de largo. Flores del disco hasta 150, con corolas de hasta 7 mm de largo. El fruto es una cipsela: los de las flores liguladas son triquetros, de 2 a 4 mm de largo, glabros o poco pubescentes, con vilano ausente o en forma de corona breve; y los de las flores del disco obovados a oblanceolados, de 2 a 5 mm de largo, seríceos, con las cerdas interiores del vilano de hasta 7 mm de largo, blanquecinas a rojizas, y las cerdas o escamitas exteriores alrededor de 0.5 mm de largo.

## Distribución y hábitat
Heterotheca inuloides es un endemismo de México. Se trata de una planta de hábito ruderal y arvense, por lo que puede encontrarse en pastizales perturbados, claros en bosques, orillas de caminos y espacios antropizados, como camellones y lotes sin edificar, en zonas de clima templado y ecosistema de bosque mixto, herbazal o bosque seco.

## Usos
Además de ser nectarífera, la árnica tiene un extendido y milenario uso como planta medicinal para tratar una cantidad de afecciones, por lo que es cultivada en huertos familiares y jardines para polinizadores. En particular, se emplea en la medicina tradicional como cicatrizante, desinfectante, antiinflamatorio o analgésico. Generalmente se aplican las hojas de manera tópica, como cataplasma, o bien se consume como tisana.
Diversos estudios científicos han dado fe de su potencial terapéutico, basado en más de 140 compuestos, como fitoesteroles, flavonoides, sesquiterpenos, triterpenos, derivados del ácido benzoico, entre otros.

## Taxonomía
Heterotheca inuloides fue descrita en 1837 por Alexandre Henri Gabriel de Cassini, publicada por Georges Cuvier en Dictionnaire des Sciences Naturelles, ed. 2. 51: 460.

### Taxones infraespecíficos
- Heterotheca inuloides var. inuloides
- Heterotheca inuloides var. leptoglossa (DC.) R.E.Cook & Semple

Descrita originalmente como Heterotheca leptoglossa DC.

### Etimología
Heterotheca: nombre genérico griego que significa "receptáculo diferente" (sobre ετερός heterós, 'diferente', y θήκη théke, 'receptáculo'), por los frutos desiguales de las especies de este género.
inuloides: epíteto específico construido sobre Inula y el sufijo griego -oides 'similar a', por su parecido con las especies de este género.

### Sinónimos
No se tienen registrados sinónimos para esta especie.

## Nombres comunes
Acahual (nombre de origen náhuatl que se aplica a asteráceas amarillas), árnica de campo, árnica de monte, árnica mexicana, cuauteteco, falsa árnica, hornilla, tabaco de las montañas, xochihuepal.